# Базалиома
Базалио́ма — опухоль из базального слоя эпителия кожи, одна из разновидностей рака кожи. Развивается из атипичных базальных клеток эпидермиса и фолликулярного эпителия. По злокачественности занимает промежуточное положение между доброкачественными и злокачественными опухолями, характерен медленный инфильтрационный рост — местно-деструирующая опухоль. Не даёт метастазов, в отличие от настоящих злокачественных опухолей.

## Заболеваемость
К основным причинам возникновения базалиомы относятся облучение кожи ультрафиолетовым излучением (из-за длительного пребывания под солнечными лучами, работы некоторых типов газоразрядных ламп или нарушения техники безопасности при сварочных работах, при действии ультрафиолетового излучения от дугового разряда в воздухе), поражения электрическим током, воздействие высоких температур и ионизирующего излучения, воздействие канцерогенных веществ (мышьяка, кадмия, смолы, дегтя, сажи, некоторых красителей). Чаще всего встречается в возрасте после пятидесяти лет, но в очень редких случаях может появляться у детей. У мужчин и женщин встречается с одинаковой частотой.

## Клиническая картина
Базалиома как правило возникает на открытых кожных покровах, обычно — на лице, шее, волосистой части головы. Чаще всего поражаются носогубные складки, крылья носа, верхняя губа, внутренние и наружные уголки глаз, виски.
Различают следующие виды базалиомы:
- Узелковая базалиома — экзофитная округлая опухоль розового цвета, легко кровоточит. В центре узла наблюдается углубление.
- Плоская базалиома — бляшковидное новообразование с приподнятыми, чёткими, валикообразными краями.
- Поверхностная базалиома — розовое пятно с приподнятыми краями и блестящей поверхностью. Локализуется на туловище, нередко в виде множественных образований. Из всех форм наиболее доброкачественная — может существовать десятилетиями, лишь медленно увеличиваясь в размерах.

По Международной гистологической классификации базалиомы подразделяются на следующие виды:
- поверхностный мультицентрический;
- склеродермальный;
- фиброзно-эпителиальный.

Наиболее распространена узелковая форма базалиомы, из которой образуются все остальные формы. Опухоль часто сопровождается образованием эрозий и язв. Новообразование обладает преимущественно местнодеструирующим ростом и не даёт метастазов.
Вначале на коже лица появляется безболезненный узелок, который изъязвляется и покрывается корочкой. Постепенно в течение нескольких месяцев или лет узелок растёт вширь, сопровождается образованием язв. Опухоль становится дольчатой, на её поверхности возникают телеангиэктазии.
С течением времени базалиома превращается в большую (свыше 10 см) плоскую бляшку с шелушащейся поверхностью, в выступающий над поверхностью кожи грибовидный узел либо в глубокую язву, разрушающую подлежащие мышечные ткани и кости.

## Диагностика и клиническая классификация
Диагностика базалиомы заключается на цитологическом исследовании опухоли и ввиду её доступности обычно не составляет труда.
T — первичная опухоль
- Тх — недостаточно данных для оценки первичной опухоли.
- Т0 — первичная опухоль не определяется.
- Tis — преинвазивная карцинома (carcinoma in situ).
- T1 — опухоль до 2 см в наибольшем измерении.
- Т2 — опухоль до 5 см в наибольшем измерении.
- Т3 — опухоль более 5 см в наибольшем измерении.
- Т4 — опухоль, прорастающая в глубокие экстрадермальные структуры, хрящ, мышцы, кости.

## Лечение
Применяются следующие способы лечения базалиом:
- лучевой,
- хирургический,
- комбинированный,
- лекарственный,
- криогенный,
- лазерный.

Лучевое лечение практикуют в начальных стадиях базалиом, облучая её короткофокусным рентгеновским излучением в СОД 50-75 Гр.
Хирургическим способом лечат базалиомы небольших размеров.
Комбинированное лечение применяется в далеко зашедших (III—IV) стадиях, когда новообразование сначала облучается в дозах 45-50 Гр, после чего иссекается в пределах здоровой кожи. Этим способом также лечат рецидивы базалиомы.
Лекарственный способ лечения заключается воздействием малых доз цитостатических препаратов (проспидина, спиробромина, циклофосфамида).
При криогенном способе опухоль замораживают до температуры −20 °C, иногда — в сочетании с ультразвуковым воздействием, усиливающим эффект криотерапии. Криодеструкция опухоли может выполняться амбулаторно, не требует анестезии и почти не имеет противопоказаний.
Лазерная терапия применяется ограниченно и лишь к небольшим опухолям.

## Прогноз
При лечении базалиомы прогноз благоприятный. Полному излечению поддаётся 90 % случаев базалиомы, а в случае локальных форм — почти 100 %. В случае запущенных язвенных форм возможно прорастание базалиомой костей черепа, что значительно ухудшает прогноз.
Дефекты кожи и хрящей после удаления опухоли замещают кожной пластикой.